# Abu-Malek Abd-el-Ouahad
Abu-Malek Abd-el-Ouahad (en arabe : أبو مالك عبد الواحد) est le sultan zianide de novembre 1411 à 1424, puis de 1429 à 1430.

## Biographie
Abu Malek régna sur le royaume zianide du Maghreb central de 1411 à 1424. Frère du précédent sultan Moulay Saïd il entre en guerre contre ce dernier à cause de sa mauvaise gestion. Il est aidé du sultan mérinide Abou Saïd III, mais une fois installé au pouvoir, il se retourne contre ce dernier, défait son armée et prend sa capitale, Fez en 1411. Il redresse ainsi la puissance zianide, ce qui inquiète les Hafsides, à sa frontière est, qui intriguent et finissent par appuyer un prétendant qui s'installera sur le trône en 1424 : Abu Abd Allah Muhammad,.  Il arrive cependant à lui reprendre le pouvoir en 1428, avant de le reperdre définitivement en 1430 face à son rival Abū ʿAbd Allāh Muḥammad coalisé avec une troupe hafside.